# Табернаш (Колорадо)
Табернаш (англ. Tabernash) — переписна місцевість (CDP) в США, в окрузі Гранд штату Колорадо. Населення — 401 особа (2020).

## Географія
Табернаш розташований за координатами 39°58′44″ пн. ш. 105°50′40″ зх. д. / 39.97889° пн. ш. 105.84444° зх. д. (39.978844, -105.844368).  За даними Бюро перепису населення США в 2010 році переписна місцевість мала площу 12,29 км², уся площа — суходіл.

## Демографія
Згідно з переписом 2010 року, у переписній місцевості мешкало 417 осіб у 178 домогосподарствах у складі 115 родин. Густота населення становила 34 особи/км².  Було 301 помешкання (24/км²).
Расовий склад населення:
| - 94,5 % — білих - 2,6 % — азіатів - 0,5 % — корінних американців |

До двох чи більше рас належало 1,7 %. Частка іспаномовних становила 3,4 % від усіх жителів.
За віковим діапазоном населення розподілялося таким чином: 21,6 % — особи молодші 18 років, 71,0 % — особи у віці 18—64 років, 7,4 % — особи у віці 65 років та старші. Медіана віку мешканця становила 39,2 року. На 100 осіб жіночої статі у переписній місцевості припадало 110,6 чоловіків;  на 100 жінок у віці від 18 років та старших — 122,4 чоловіків також старших 18 років.
Середній дохід на одне домашнє господарство  становив 101 865 доларів США (медіана — 108 720), а середній дохід на одну сім'ю — 101 865 доларів (медіана — 108 720). 
Цивільне працевлаштоване населення становило 199 осіб. Основні галузі зайнятості: роздрібна торгівля — 22,6 %, науковці, спеціалісти, менеджери — 22,6 %, публічна адміністрація — 18,1 %, освіта, охорона здоров'я та соціальна допомога — 17,6 %.